# Sericania pacis
Sericania pacis är en skalbaggsart som beskrevs av Ahrens 2004. Sericania pacis ingår i släktet Sericania och familjen Melolonthidae. Inga underarter finns listade i Catalogue of Life.